# Eos (rod)
Eos je jeden z rodů loriů; pestře zbarvených a chovatelsky atraktivních ptáků. Dle staré systematiky byl tento rod řazen do čeledi papouškovitých (Psittacidae) a podčeledi lori (Loriinae), současná systematika se ale rod Eos řadí do čeledi Psittaculidae, podčeledi loriové (Loriinae) a tribusu Loriini. Všechny druhy jsou endemické pro východní Indonésii.

## Popis

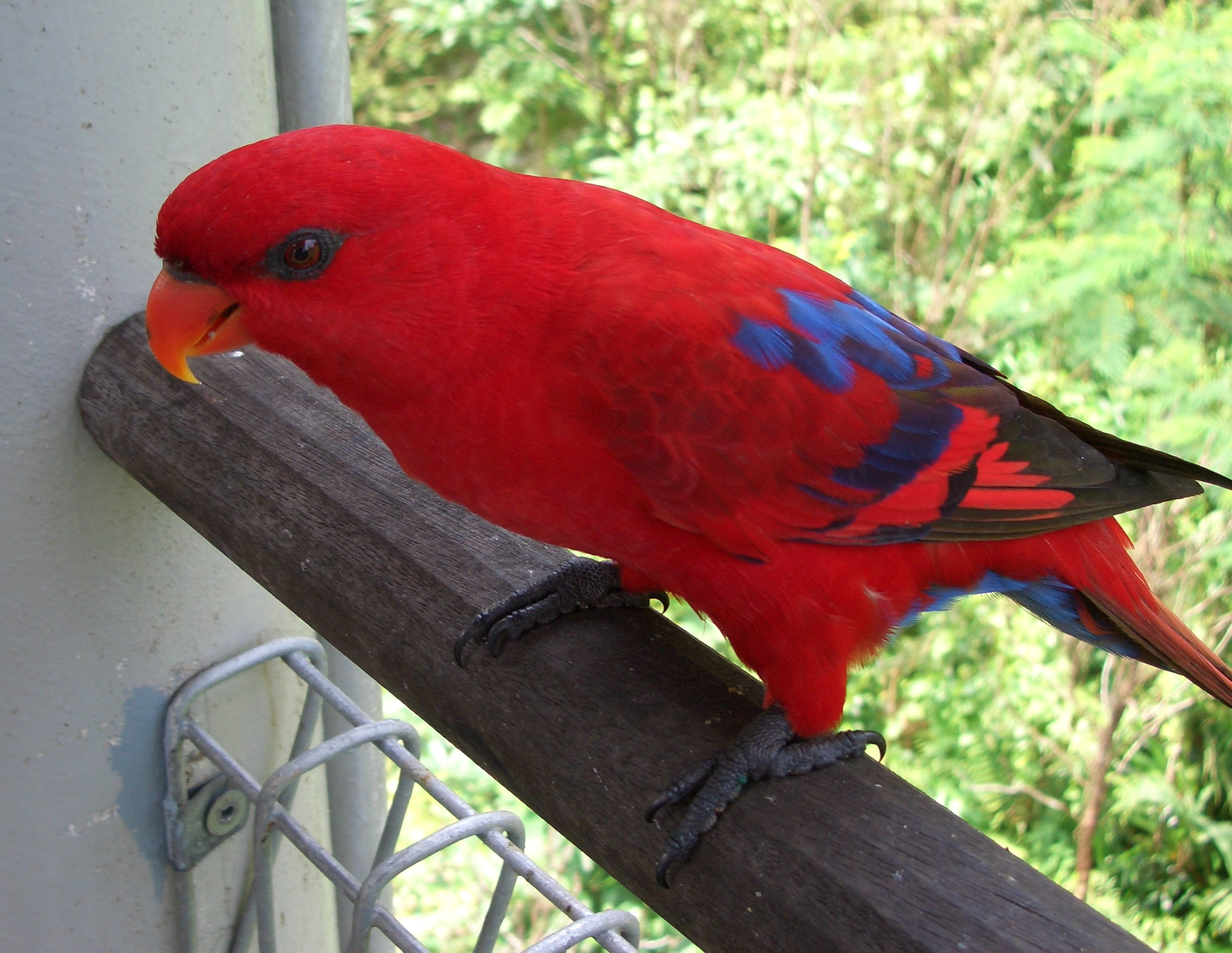
Lori červený

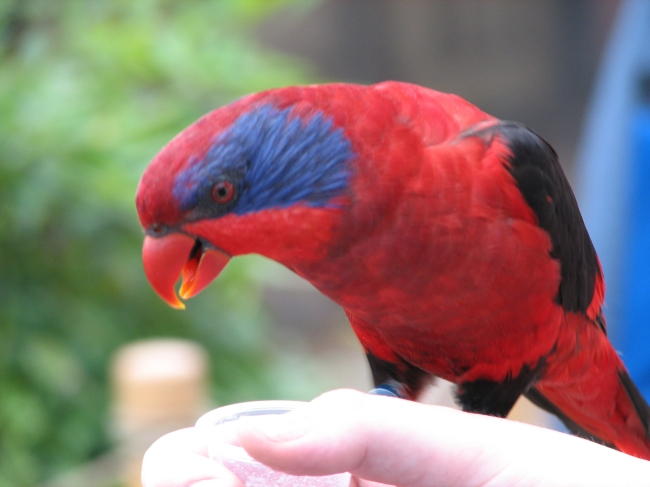
Lori modrouchý

Peří loriů z rodu Eos je u všech druhů převážně červeno-modré, výjimečně se vyskytuje i fialová a černá. Jejich tělo dosahuje délky okolo 24 cm, například lori škraboškový ale může mít až 31 cm. Duhovky jsou načervenalé až červenohnědé, nohy šedé. Pohlavní dimorfismus je nevýrazný a rozlišení pohlaví je poměrně složité, většinou je lze rozlišit jen podle proporcí (hmotnost, výška, mohutnost). Naopak mladí jedinci jsou od dospělých dobře rozeznatelní; jejich peří je totiž příčně pruhované. Zobáky jsou oranžovohnědé až černé.
Název Eos pramení z řeckého Ἔως, což bychom mohli přeložit jako svítání. Tento název pravděpodobně odkazuje na barvy loriů z tohoto rodu.

## Druhy
- Lori červený (Eos bornea)

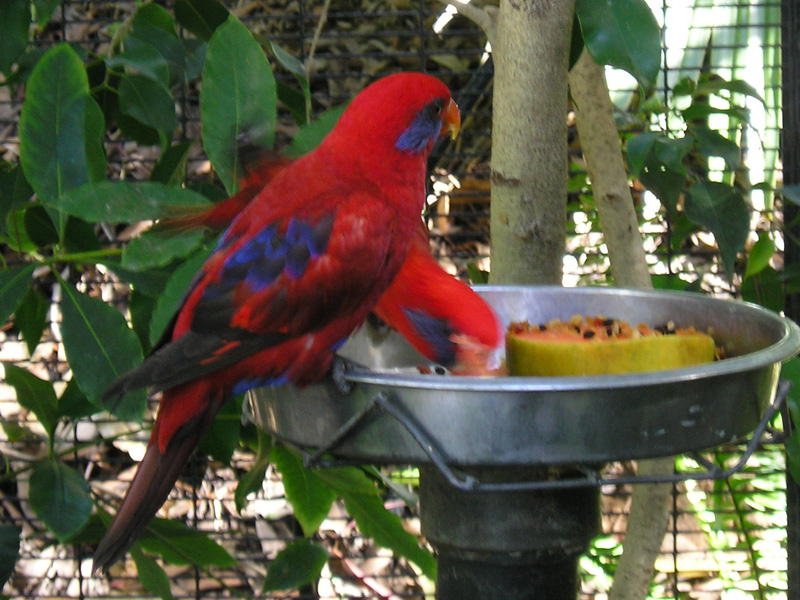
Lori škraboškový

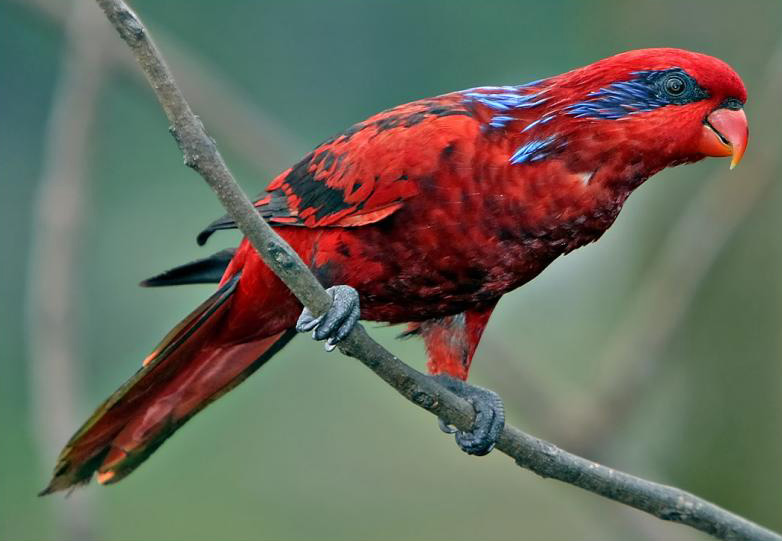
Lori čárkovaný

  - V zajetí je lori červený pravděpodobně nejpočetnějším druhem z rodu Eos. Ve volné přírodě se tito ptáci vyskytují na souostroví Moluky, rozšíření na jednotlivých ostrovech pak závisí na poddruzích, například Eos b. bornea najdeme na ostrovech Ambon a Saparua a poddruh Eos b. cyanonothus na ostrovech Buru a Kai. Jejich oblíbenými biotopy jsou mangrovové lesy.

- Lori modrouchý (Eos cyanogenia)
  - Tento druh dorůsta až 32 cm. Ve volné přírodě se vyskytují loriové modrouší na ostrovech Mios Num, Manim, Numfoor a Biak, výjimečně také v zátoce Geelvink Bay. Na rozdíl od jiných druhů z rodu Eos se lori modrouchý vyhýbá vysokým nadmořským výškám a zdržuje se v nížinách, především v okolí místních plantáží, kde může sehnat dostatek potravy pro sebe i případná mláďata. Druh lori modrouchý je dle IUCN zranitelný, tedy chráněný.

- Lori modroprsý (Eos histrio)
  - Lori modroprsý je společně s vinim modrým (Vini ultramarina) jako jediný v první příloze CITES, což je jedna z nejdůležitějších úmluv o ochraně zvířat vůbec. Jedná se tedy o druh vzácný nejen v přírodě, ale i v zajetí. Poslední populace druhu se nachází na ostrově Karakelong v souostroví Talaud. Největší zásluhu na jejich nízké populaci má stavění plantáží.

- Lori čárkovaný (Eos reticulata)
  - Lori čárkovaný je druh endemický pro ostrov Tanimbar, avšak v poslední době je možné je zahlédnout i na přilehlých ostrovech Kai a Damar. V Zoo Praha se dříve nacházelo několik exemplářů tohoto druhu. V Česku byly dříve odchovy loriů čárkovaných samozřejmostí, dnes je zde uvidíme spíše vzácně. Nevytvářejí žádné poddruhy a dle IUCN se jedná o téměř ohrožený druh.

- Lori škraboškový (Eos semilarvata)
  - Společně s lorim červeným se lori škraboškový vyskytuje na ostrově Ceram, na rozdíl od něj se ale specializuje na vysokohorské oblasti. I to zabraňuje křížení těchto dvou druhů, byť je prakticky možné. Netvoří žádné poddruhy a v cizině se jedná o běžný klecový druh, v Česku jej vidíme spíše vzácně (poprvé sem byli importování roku 2005). Poměrně častým problémem druhu je okusování konců letek.

- Lori modrobřichý (Eos squamata)
  - Lori modrobřichý má ze všech druhů rodu Eos největší oblast výskytu; zahrnuje severní Moluky a ostrovy poblíž Západního Irianu. Vytváří čtyři poddruhy, které se krom míst výskytu liší i tmavostí barvy. V zajetí se jedná o vzácný druh, avšak dle IUCN je to málo dotčený, tedy nechráněný druh. Dorůstá až 27 cm a většina těla je červeno modrá.